# Площадь Франции (Ереван)
Площадь Франции (арм. Ֆրանսիայի հրապարակ, фр. Place de France) — площадь в Ереване, названная в честь Франции.
Площадь расположена между Театром оперы и балета и Каскадом. Её пересекают несколько важных транспортных артерий города, такие как проспект Месропа Маштоца, проспект Саят-Новы и проспект маршала Баграмяна.
В центре площади находится скульптура художника Жюля Бастьен-Лепажа работы Огюста Родена. Скульптура была подарена президентом Франции Николя Саркози в 2011 году.

## История
Открыта 30 сентября 2006 президентами Жаком Шираком и Робертом Кочаряном, с участием французских гостей, в том числе Шарля Азнавура.
В 2014 году Г. Мушегяном и Г. Погосяном была представлена концепция реконструкции площади, согласно которой транспортный перекрёсток уходит под землю на разных уровнях.